# Vladimir Bystrov
Vladimir Sergejevitj Bystrov (ryska: Владимир Сергеевич Быстров) född 31 januari 1984 i Luga, Leningrad oblast är en rysk fotbollsspelare. Han spelar för närvarande i den ryska klubben FK Krasnodar. Han representerar också det ryska landslaget.